# Валбандон
Валбандон (хрв. Valbandon) је насељено место у општини Фажана, Истарска жупанија, Хрватска.

## Историја
До територијалне реорганизације у Хрватској био је у саставу старе општине Пула. Као самостално насеље, Валбандон постоји од пописа из 2011. године. Настала је издвајањем дела насеља Фажана.

## Становништво
У попису становништва из 2011. године, Валбандон је имао 1.626 становника.